# Thomas Ernest Stanton
Thomas Ernest Stanton CBE FRS (n.  ?) a fost un inginer mecanic britanic și specialist în dinamica fluidelor și tribologie. A fost primul care în 1921 a construit un tunel aerodinamic supersonic. Denumirea numărului Stanton se bazează pe cercetările sale privind transmiterea căldurii între suprafețele metalice printr-un strat subțire de fluid lubrifiant.

## Biografie
Stanton s-a născut la Atherstone fiind fiul instalatorului Thomas și al soției sale, Mary Ann Wagstaff. A urmat școala generală locală, apoi a fost ucenic la Gimson and Company, după care, în 1887, a mers la Owens College, Manchester. A obținut licența în inginerie în 1891 și a lucrat timp de cinci ani sub îndrumarea profesorului Osborne Reynolds. Apoi, în 1896, a urmat cursurile Universității din Liverpool, unde în 1896 a obținut o licență în științe. În anul următor a devenit profesor la University College, Bristol. În 1901 s-a încadrat la Laboratorul Național de Fizică, unde s-a ocupat cu încercarea materialelor. În 1903 a început să se ocupe de un tunel aerodinamic pentru testarea proiectilelor, iar până în 1921 a reușit să construiască un tunel aerodinamic supersonic cu un diametru de 3 țoli (76 mm), în care se putea atinge o viteză de 3,2 ori mai mare decât viteza sunetului. Această lucrare a fost realizată în secret pentru Comitetul Britanic pentru Muniție. Aici, el și chimista Dorothy Marshall au realizat studii asupra fluxului de căldură și au descoperit o relație între rata de transmitere a căldurii la suprafață, diferența de temperatură și coeficientul de frecare, relație cunoscută acum ca numărul Stanton. Stanton a fost ales membru al Royal Society în 1914 și a fost înnobilat în 1928 pentru contribuțiile sale la efortul militar din timpul războiului.
Stanton s-a căsătorit în 1912 cu Martha Grace Child și au avut doi fii și o fiică, Hannah Margaret Stanton, care a fost o importantă activistă antiapartheid. S-a pensionat în 1930 și locuia în Pevensy Bay, unde se recupera după o operație și se pregătea pentru o alta. Trupul său a fost găsit la 30 august 1931, înecat, îmbrăcat în pijama, pe plaja din apropierea casei familiei sale.